# Salsitxa de Wiener

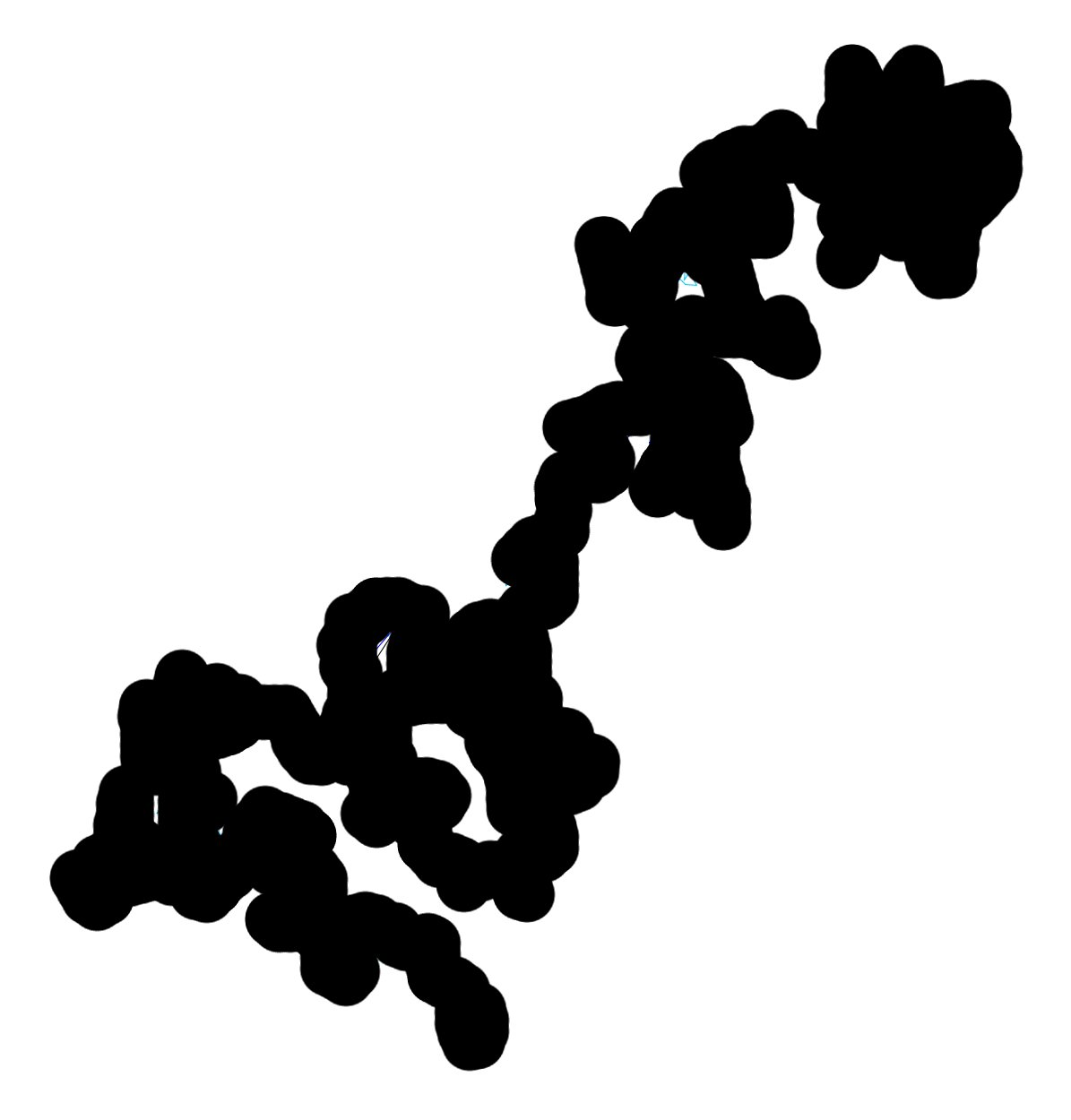
Salsitxa de Wiener curta i gruixuda, de dues dimensions.

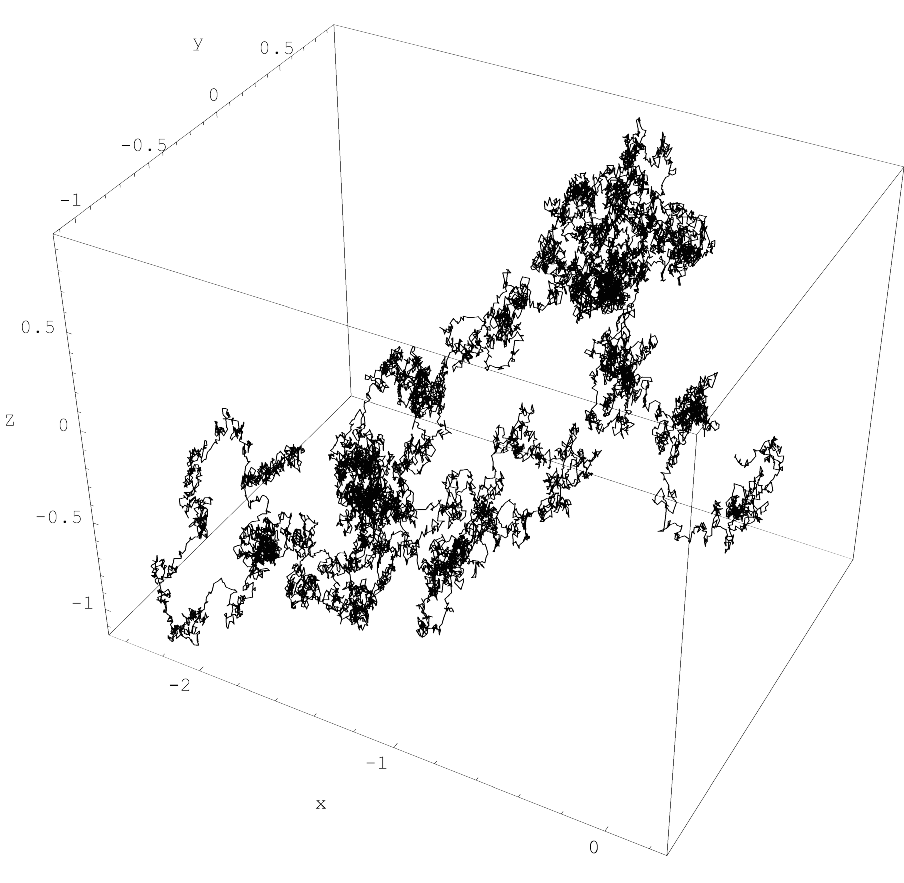
Salsitxa de Wiener llarga i prima, de tres dimensions.

En el camp de la probabilitat, la salsitxa de Wiener (en anglès Wiener sausage) és un camí aleatori, és a dir un traç determinat per un component d'atzar, donat prenent tots els punts dins d'una distància fixa del moviment brownià fins a un temps t. Es pot visualitzar com una salsitxa de radi fix la línia central de la qual és el moviment brownià.
La salsitxa de Wiener és un dels funcionals no-markovians més simples del moviment brownià. Té aplicacions en fenòmens estocàstics, inclosa la conducció tèrmica. Va ser descrita per Frank Spitzer l'any 1964, i utilitzada per Mark Kac i Joaquin Mazdak Luttinger per explicar els resultats d'un condensat de Bose–Einstein, amb la demostració publicada per M. D. Donsker i S. R. Srinivasa Varadhan (1975). Aquests darrers són els que van atorgar-li aquest nom en referència al matemàtic Norbert Wiener, per la seva relació amb el procés de Wiener; el nom també és un joc de paraules amb la salsitxa de Viena, ja que "Wiener" en alemany significa "vienès".

## Descripció
La salsitxa de Wiener de radi δ i llargada t, {\displaystyle W_{\delta }(t)}, correspon al conjunt de valors de la variable d'atzar en els camins brownians b (en algun espai euclidià) definida {\displaystyle W_{\delta }(t)(b)}, és a dir, el conjunt de punts a una distància δ d'algun punt {\displaystyle b(x)} del camí b, amb un valor x entre 0 i t, ambdós inclosos.

## Volum
Hi ha molts estudis sobre el comportament del volum (mesura de Lebesgue) {\displaystyle |W_{\delta }(t)|} de la salsitxa quan menor és el radi definit (δ→0); redefinint l'escala, és essencialment equivalent a determinar-ne el volum a mesura que es fa llarga, quan t tendeix a infinit.
Spitzer va mostrar que en tres dimensions el valor esperat del volum de la salsitxa és
{\displaystyle E(|W_{\delta }(t)|)=2\pi \delta t+4\delta ^{2}{\sqrt {2\pi t}}+4\pi \delta ^{3}/3.}
En dimensions d majors que 3, el volum és asimptòtic a
{\displaystyle \delta ^{d-2}\pi ^{d/2}2t/\Gamma ((d-2)/2)}
quan t tendeix a infinit.
En canvi, en una o dues dimensions la fórmula se substitueix per {\displaystyle {\sqrt {8t/\pi }}} i per {\displaystyle 2{\pi }t/\log(t)} respectivament.
Whitman, un estudiant d'Spitzer, va obtenir resultats similars per una generalització de les salsitxes, amb seccions creuades donats uns conjunts compactes més generals que les boles.